# Eustroma venipicta
Eustroma venipicta är en fjärilsart som beskrevs av W. Warren 1893. Eustroma venipicta ingår i släktet Eustroma och familjen mätare. Inga underarter finns listade i Catalogue of Life.